# Tanaecia pelea
Tanaecia pelea är en fjärilsart som beskrevs av Fabricius 1787. Tanaecia pelea ingår i släktet Tanaecia och familjen praktfjärilar. IUCN kategoriserar arten globalt som livskraftig. Inga underarter finns listade i Catalogue of Life.

## Bildgalleri

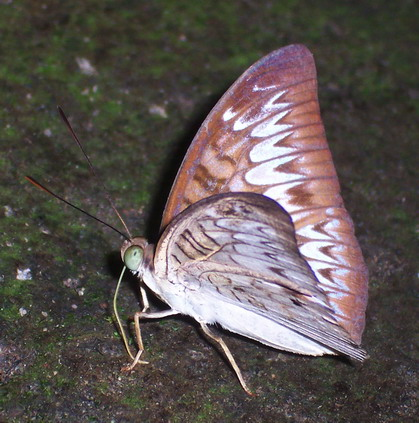
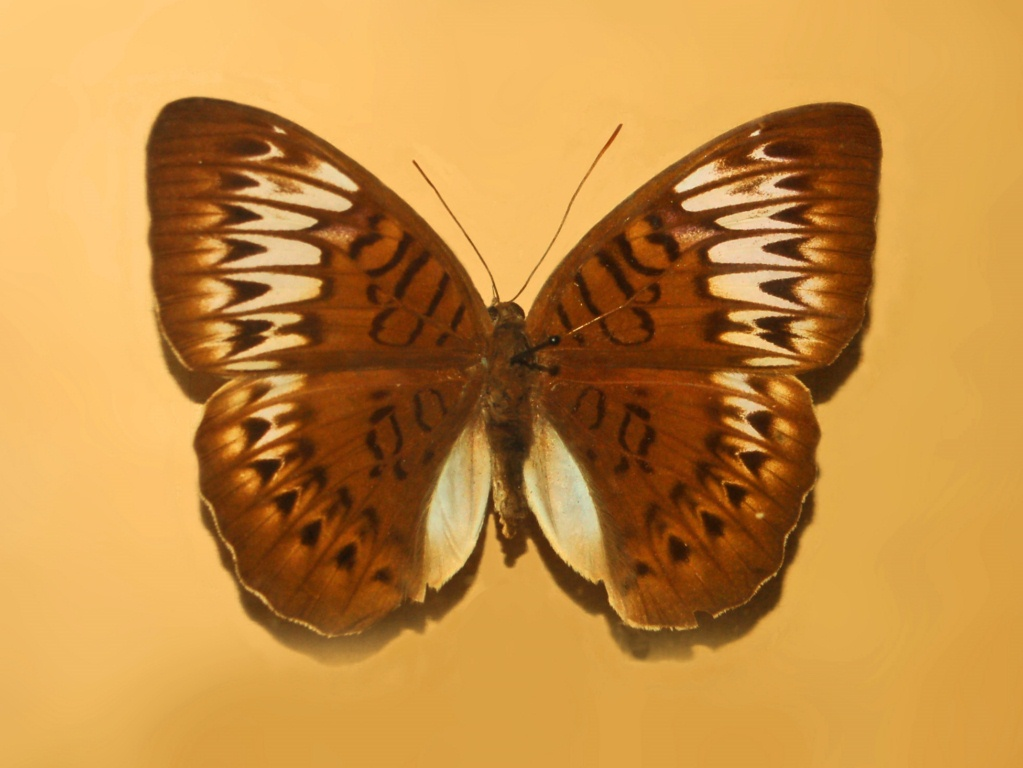